# Ammophila clavus
Ammophila clavus là một loài côn trùng cánh màng trong họ Sphecidae, thuộc chi Ammophila. Loài này được Fabricius miêu tả khoa học đầu tiên năm 1775.